# Marino Masè
Marino Masè (* 21. März 1939 in Triest; † 28. Mai 2022 in Rom) war ein italienischer Schauspieler und Synchronsprecher.

## Leben
Masè wurde in Triest geboren. Bereits als Jugendlicher trat er in die Werkstatt für junge Schauspieler (Laboratorio di Giovani Attori) bei der italienischen Produktionsfirma Vides von Franco Cristaldi ein und studierte Schauspiel bei Alessandro Fersen. 1960 gab er sein Bühnendebüt als Theaterschauspieler in dem Stück L'arialda von Giovanni Testori unter der Regie von Luchino Visconti. Es folgten einige weitere Theaterrollen. Sein Filmdebüt hatte er 1961 als Linus in dem Abenteuerfilm Der Raub der Sabinerinnen (1961) von Richard Pottier. Luchino Visconti, der Masé bereits vom Theater kannte, gab ihm eine kleine Rolle als Hauslehrer (Tutore) in  seinem Filmepos Der Leopard (1963).
In der ersten Hälfte der 1960er Jahre spielte Masè einige Hauptrollen in italienischen und französischen Filmen. Seine erste künstlerisch anspruchsvolle Rolle hatte er als Ulysse in dem Film Die Karabinieri (1963) von Jean-Luc Godard. Er verkörperte einen von zwei des Lesens und Schreibens unkundigen Bauern, denen große Reichtümer und finanzieller Wohlstand in Aussicht gestellt werden, wenn sie für ihren König in den Krieg ziehen. Masè war von Roberto Rossellini, der als Drehbuchautor am Film mitwirkte, für die Hauptrolle des Ulysse vorgeschlagen worden. In dem Episodenfilm I mostri (1963) von Dino Risi war er in der 20. Episode L'oppio dei popoli neben Michèle Mercier zu sehen; er verkörperte den jungen Liebhaber einer Frau, die ihren Ehemann betrügt, während dieser den ganzen Tag das Fernsehen verfolgt. In dem Film-Drama Mit der Faust in der Tasche (1965) von Regisseur Marco Bellocchio spielte er die Rolle des älteren, zynischen und mit sich selbst unzufriedenen  Bruders Antonio, der sich anschickt, eine eigene Familie zu gründen und es zu etwas Wohlstand bringen will. Als einziger „Normaler“ in der Familie, wird er dafür von seinen jüngeren Bruder (gespielt von Lou Castel) verachtet. Eine Nebenrolle (als italienischer Gendarm Aldo) hatte er anschließend neben Louis de Funès in der Filmkomödie Der Gendarm vom Broadway (1965). Nach seiner Mitwirkung in diesem Film wurde er von MGM für die in Hollywood gedrehte Fernsehserie Jericho (1966) engagiert; Masé lebte und drehte fortan einige Zeit in den USA.
Nach vielversprechenden Anfängen mit Hauptrollen in den 1960er Jahren wurde Masè später hauptsächlich als Nebendarsteller besetzt. Masè wirkte in zahlreichen italienischen und internationalen Produktionen mit; dabei arbeitete er mit wichtigen Regisseuren zusammen. Er spielte u. a. in Der Nachtportier von Liliana Cavani (1974; als US-amerikanischer Musiker Atherton), in Tenebrae von Dario Argento (1982, als John), in Der Denunziant von Pasquale Squitieri (1985, als Oberstleutnant der Carabinieri), in Der Professor, dem Regie-Debüt von Giuseppe Tornatore (1986, Originaltitel: Il camorrista) (1986), in Der Bauch des Architekten von Peter Greenaway (1987, als Trettorio), in Der Pate III von Francis Ford Coppola (1990, als Giorgio Lupo) und in Nel mio amore von Susanna Tamaro (2004, als alter Priester).
Als Hauptdarsteller war Masè in den 1970er und 1980er Jahren auch weiterhin zu sehen. Jedoch beschränkten sich seine Hauptrollen meistens auf künstlerisch wenig anspruchsvolle Rollen in Horrorfilmen, Exploitationfilmen und Actionfilmen. Eine Nebenrolle hatte er als attraktiver Stallbursche Thomas Stack in dem Horrorfilm Lady Frankenstein (1971). Aufgrund seines guten Aussehens und seiner körperlichen Präsenz erhielt Masé auch mehrfach Rollen in Erotikfilmen und Sexfilmen, in denen er teilweise auch nackt auftrat. In dem italienischen Sexploitationsfilm Emanuela – Alle Lüste dieser Welt (1977) spielte er unter der Regie von Joe D’Amato die Rolle des iranischen Ministers Cassim, der sich als Boss eines Mädchenhändler-Rings herausstellt. In dem Erotikfilm Skandalöse Emanuelle – Die Lust am Zuschauen (1986) verkörperte er, erneut unter der Regie von Joe D’Amato den Chirurgen und Ehemann Diego, dem es nicht mehr gelingt, seine deutlich jüngere Ehefrau sexuell zu befriedigen und sie an andere Männer zum Geschlechtsverkehr vermietet. In dem Softporno Nadines erotische Spiele (1987)  verkörperte er den reichen Viktor, der seine Villa für Modeaufnahmen zur Verfügung stellt und in erotische Spiele verwickelt wird, die von seiner Ex-Frau inszeniert werden, um ihn zurückzugewinnen. In dem Erotikfilm Erotic Games (1988) spielte er Roberto, den Ex-Lover einer attraktiven Witwe (gespielt von Moana Pozzi), der die beiden frühreifen Töchter der Witwe, die Roberto zu verführen suchen, auf ihr Examen vorbereiten soll.
Masè wirkte für das italienische Fernsehen in zahlreichen Fernsehserien und Fernsehfilmen mit, u. a. in Allein gegen die Mafia (1989), in der ersten Staffel der Soap-Opera Vivere (1999) und in der zweiten Staffel der Fernsehserie Valeria medico legale (2002).
2006 trat er mit Ottavia Fusco in Rom in dem EinakterPiazzale Loreto von Pasquale Squitieri auf, der auch Regie führte. Im Mittelpunkt des Stücks steht ein Gespräch zwischen Edda Ciano und einem alten Sodale.
Masè war während seiner gesamten Filmkarriere auch als Synchronsprecher tätig.
Marino Masè starb am 28. Mai 2022 nach kurzer Krankheit in seinem Haus in Rom im Alter von 83 Jahren.

## Filmografie (Auswahl)
- 1961: Der Raub der Sabinerinnen (Il ratto delle sabine)
- 1963: Die Karabinieri (Les carabiniers)
- 1963: Der Leopard (Il gattopardo)
- 1963: I mostri
- 1963: Versuchung in Liebe (Un tentativo sentimentale)
- 1964: Auf eine ganz krumme Tour (La congiuntura)
- 1965: Amanti d'oltretomba
- 1965: Golia alla conquista di Bagdad
- 1965: Mit der Faust in der Tasche (I pugni in tasca)
- 1965: Der Gendarm vom Broadway (Le Gendarme à New York)
- 1966: Die Höllenkatze des Kong-Fu (Le spie amano i fiori)
- 1966–1967: Jericho (Fernsehserie)
- 1967–1968: Tennisschläger und Kanonen (I Spy) (Fernsehserie, zwei Folgen)
- 1968: Himmelfahrtskommando El Alamein (Commandos)
- 1968: Ihr Auftritt, Al Mundy (It Takes a Thief) (Fernsehserie, zwei Folgen)
- 1969: Die fünf Gefürchteten (Un esercito di 5 uomini)
- 1970: I cannibali
- 1970: Pussycat, Pussycat – I Love You (Pussycat, Pussycat, I Love You)
- 1971: Lady Frankenstein (La figlia di Frankenstein)
- 1971: Nero Wolfe (Fernsehserie, eine Folge)
- 1972: Die rote Dame (La dama rossa uccide sette volte)
- 1973: Der Todeskuß des Paten (Baciamo le mani)
- 1974: Identikit
- 1974: Der Nachtportier (Il portiere di notte)
- 1974: Das nimmersatte Weib (Donna è bello)
- 1975: Auge um Auge (La città sconvolta: caccia spietata ai rapitori)
- 1975: Zorro
- 1976: Eiskalte Typen auf heißen Öfen (Uomini si nasce poliziotti si muore)
- 1976: Nina – Nur eine Frage der Zeit (A Matter of Time)
- 1977: Emanuela – Alle Lüste dieser Welt (Emanuelle – Perché violenza alle donne?)
- 1979: Der Superbulle jagt den Ripper (Assassinio sul Tevere)
- 1980: Orient-Express (Mini-Serie)
- 1981: Kennwort Salamander (The Salamander)
- 1981: Eine Kugel für den Bullen (Il carabiniere)
- 1982: Le notti segrete di Lucrezia Borgia
- 1982: Tenebrae (Tenebrae)
- 1985: Der Denunziant (Il pentito)
- 1986: Der Professor (Il camorrista)
- 1986: Skandalöse Emanuelle – Die Lust am Zuschauen (Voglia di guardare)
- 1987: Der Bauch des Architekten (The Belly of an Architect)
- 1987: Nadines erotische Spiele (L’attrazione)
- 1988: Erotic Games (Provocazione)
- 1989: Allein gegen die Mafia 4 (La piovra 4) (Fernseh-Miniserie)
- 1990: Der Pate III (The Godfather Part III)
- 1993: Die Sonne über dem Dschungel (Venti dal Sud)
- 1999: Vivere (Fernsehserie)
- 2002: Valeria medico legale (Fernsehserie)
- 2004: Nel mio amore
- 2006: Quale amore
- 2009: Liberiamo qualcosa (Kurzfilm)